# Distretto di Xiangqiao
Il distretto di Xiangqiao (湘桥区S, Xiāngqiáo QūP) è un distretto della Cina, situato nella provincia del Guangdong.